# ASIP
Application-specific instruction-set processor (ASIP) («Проблемно-орієнтований процесор», «замовний мікропроцесор», «замовна мікросхема») — компонент (як правило, процесорне ядро), використовуваний в проєктуванні систем на кристалі. Архітектура системи команд ASIP спеціально спроєктована для виконання специфічних програм. Подібна спеціалізація ядра дозволяє досягти компромісу між універсальністю процесора загального призначення (CPU) і продуктивністю ASIC.
Деякі ASIP володіють конфігурованим набором інструкцій (системою команд). Зазвичай такі ядра розділені на дві частини: статичну (static) логіку, що визначає мінімальну архітектуру системи команд, і конфігуровану (configurable) логіку, яку можна використовувати для створення нових інструкцій. Конфігурована логіка може бути запрограмована або схожим чином з FPGA, або в процесі виготовлення чипу.